# Концерт код Хајдучке чесме
Концерт код Хајдучке чесме је концерт најпопуларнијег рок састава у Југославији — Бијелог дугмета. Концерт је одржан 28. августа 1977. године у београдском парку Топчидер, у близини Хајдучке чесме. Био је то највећи рок концерт до тада одржан на простору бивше Југославије. Многи рок критичари сматрају да такав музички догађај, по свом значају, атмосфери и великој енергији вероватно више никада неће бити поновљен.
Концерт код Хајдучке чесме то је један од најзначајнијих момената не само у каријери Бијелог дугмета, већ и у историји рокенрола на простору бивше Југославије.
У неким медијима Концерт код Хајдучке чесме назива се и Југословенским Вудстоком.

## Идеја за организовање концерта
Идеја за Концерт код Хајдучке чесме потекла је од новинара и рок критичара Пеце Поповића, а спектакл је био својеврсни опроштај Горана Бреговића од публике, јер га је чекало одслужење војног рока.
Група Бијело дугме била је током лета 1977. на турнеји на којој су промовисали свој трећи албум „Ето! Баш хоћу!“, објављен крајем претходне године. После девет наступа у Пољској, у пролеће 1977. у поставу су се са одслужења војног рока вратили басиста Зоран Реџић и бубњар Ипе Ивандић. Клавијатуриста Владо Правдић још је био у униформи. Наставак турнеје пратили су бројни технички и организациони проблеми, публике је било мање него раније, а међу члановима групе почели су да се јављају сукоби. Због свега тога план концерата за то лето није био остварен. После наступа у Шибенику отказан је концерт у Сплиту и турнеја је прекинута. Највећа криза у групи добила је епилог у новинским спекулацијама о распаду групе. Гласине о озбиљним свађама и млаке критике довели су до отказивања наступа у Загребу и Љубљани, где је било планирано снимање првог концертног албума Бијелог дугмета. Врхунац неуспеха десио се у Осијеку, где је концерту присуствовало свега неколико стотина посетилаца.
Горан Бреговић је тражио решење кризе, поготово због тога јер је и он ускоро требало да оде на одслужење војног рока. Спасоносну идеју дао му је београдски рок новинар Петар — Пеца Поповић – да се организује бесплатни концерт на отвореном, у Топчидерском парку код Хајдучке чесме, где су се и ранијих година организовали рок фестивали. Као повод је наведен опроштај Горана Бреговића од публике, пред одлазак у војску. Догађај је заказан за 28. август. На концерту је требало да наступи и неколико предгрупа, међу којима су били Тако, Здраво и Леб и сол.

## Концерт
Тог се дана догодило чудо. О броју посетилаца спекулише се пуних 40 година, а процене се крећу од 50.000 (Дражен Врдољак), преко 80.0000 (Вечерње новости), до 100.000 људи (Радио ТВ ревија). Био је то највећи рок догађај до тада, а део атмосфере забележен је у филму „Није него” редитеља Миће Милошевића. У једном тренутку је хистерија публике толико кулминирала да је концерт умало прекинут. Срећом, све се завршило без проблема. Једнако важно је било да су се међу чланове Бијелог дугмета вратили мир и самопоуздање, што се осетило већ у Новом Саду, 28. 9, на концерту који је описан као један од свирачки најуверљивијих у целој дотадашњој каријери групе.

## Концертни албум
Касније исте године група Бијело дугме објавила је лајв албум под називом „Концерт код Хајдучке чесме” у издању Југотона. Албум се појавио на тржишту 30. децембра 1977. године. На албуму се налажи 11 изабраних песама са сва три албума: „Кад би’ био бијело дугме”, „Има нека тајна веза” и „Ето! Баш хоћу!”.
Занимљиво је да “Концерт код Хајдучке чесме” јесте албум са живог наступа Бијелог дугмета, али не са овог концерта. После снимања концерта установљене су техничке грешке у звуку које никако нису могле бити поправљене у студију. Због тога је група 25. октобра у малој сарајевској дворани „Ђуро Ђаковић” (данас Босански културни центар) одржала нови концерт затвореног типа, за који су улазнице подељене само пријатељима и тада је урађен нови снимак. Проблем је представљала аутентична бука публике, коју није могло произвести пар стотина посетилаца у Сарајеву па је, као једини оригинални тон са Концерта код Хајдучке чесме, за албум искоришћена реакција публике. Албум је продат у милионском тиражу.

## Хајдучка чесма као простор за одржавање концерата
Идеја да се на простору код Хајдучке чесме на Топчидеру одржавају музички догађаји није била нова. Први је на овом месту концерт организовао Зоран Мишчевић са својом групом Силуете још 1969. године, а пре Бијелог дугмета ту је 1972. и 1973. свирала и група Поп машина (касније Рок машина), на челу са Робертом Немечеком. На другом концерту, 1973. као једна од предгрупа је свирала и група Јутро, од које се касније формирало Бијело дугме.